# Теуелче
Теуелче е общото наименование на коренните жители на Патагония. Ранните европейски изследователи са смятали, че населението на Патагония се състои от много високи хора - гиганти, както са били описани от Магелан. Често са наричани патагонци.
Към 2001 г. има около 4300 Теуелче в провинциите Чубут и Санта Круз и още около 1637 в други части на Аржентина.